# Isuzu Hombre
El Isuzu Hombre fue una camioneta tipo pickup que se fabricó desde 1996 hasta el 2000. Se descontinuó debido a las bajas ventas.
En 1996, Isuzu reemplazó su pickup Faster con una versión del Chevrolet S-10 de General Motors para Isuzu Motors en Norteamérica construida en Luisiana, el «Isuzu Hombre», basado en el mercado brasileño S-10. General Motors do Brasil vendió la Isuzu Hombre como Chevrolet S-10 en cabina sencilla y extendida solo en 4x2. Posteriormente en Brasil se comercializa el S-10 en doble cabina. GM comercializó Chevrolet/GMC S-10/Sonoma doble cabina pero no se fabricó la versión Isuzu.
Pasarían otros seis años antes de que Isuzu reingresara al mercado de pickups con la i-Series, que formó la base para el sucesor de la S-10, la Colorado.

## Vehículos que comparten plataforma

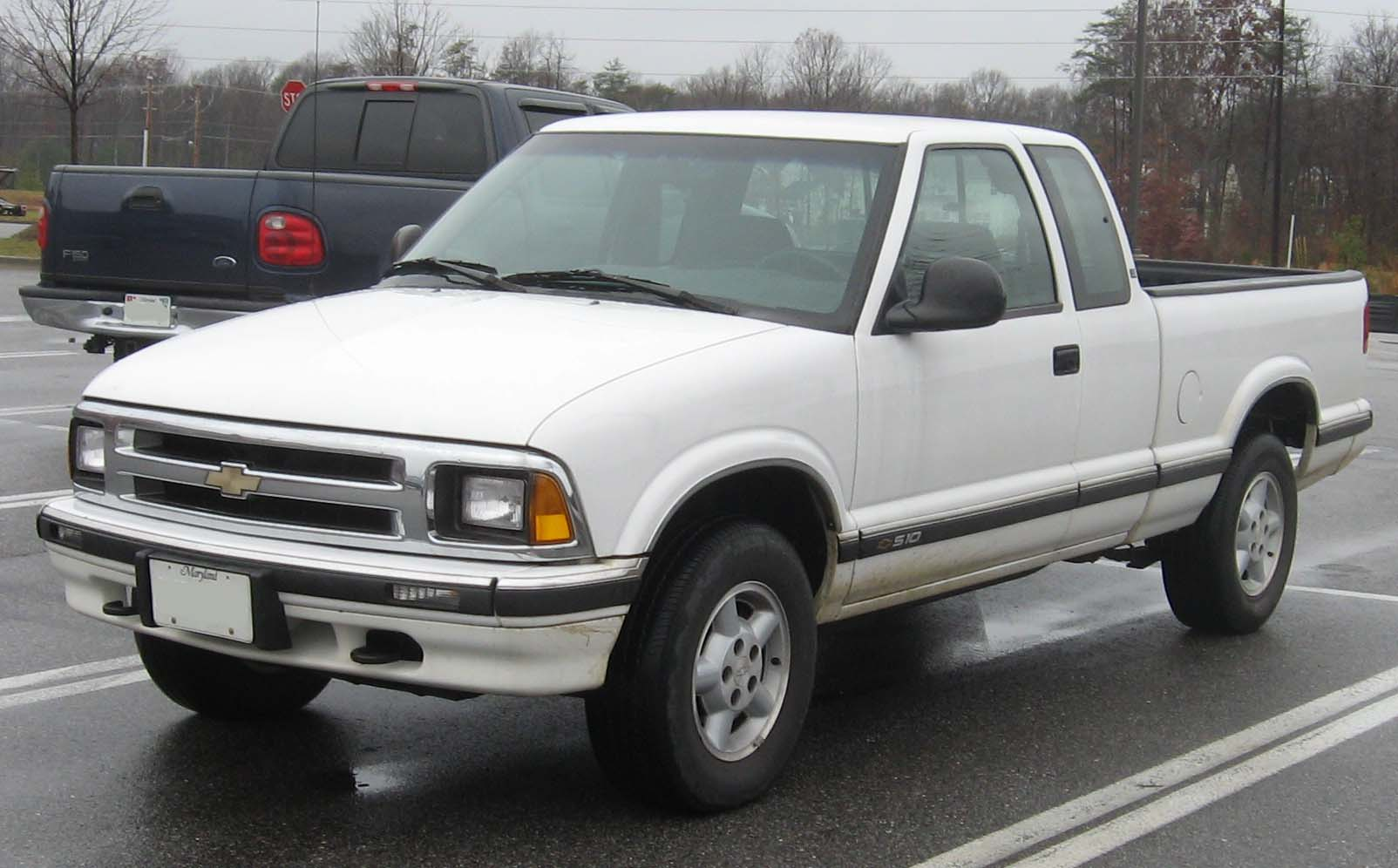
Chevrolet S-10 Cabina Extendida (1994-1997) Estados Unidos
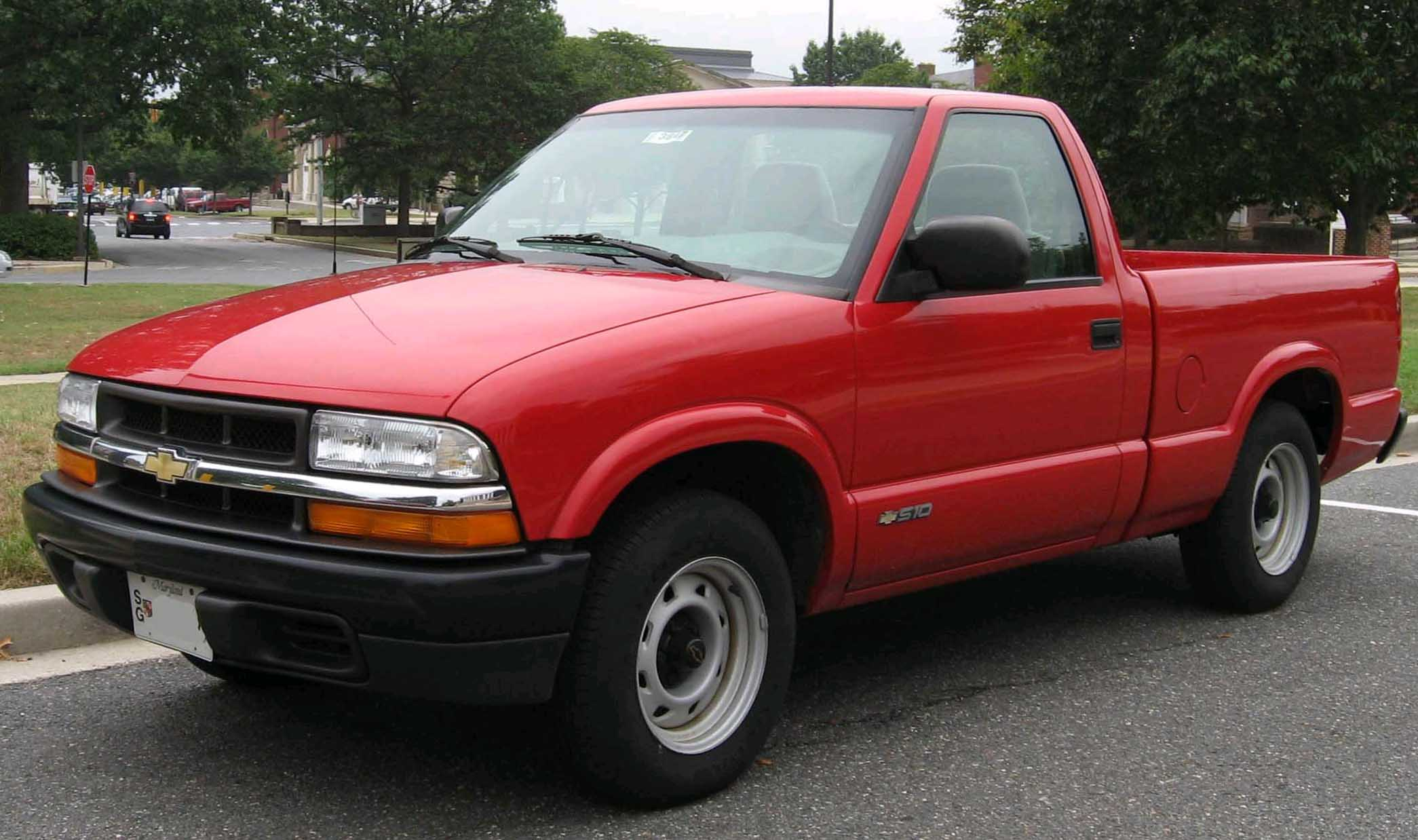
Chevrolet S-10 Cabina Sencilla (1998-2004) Estados Unidos
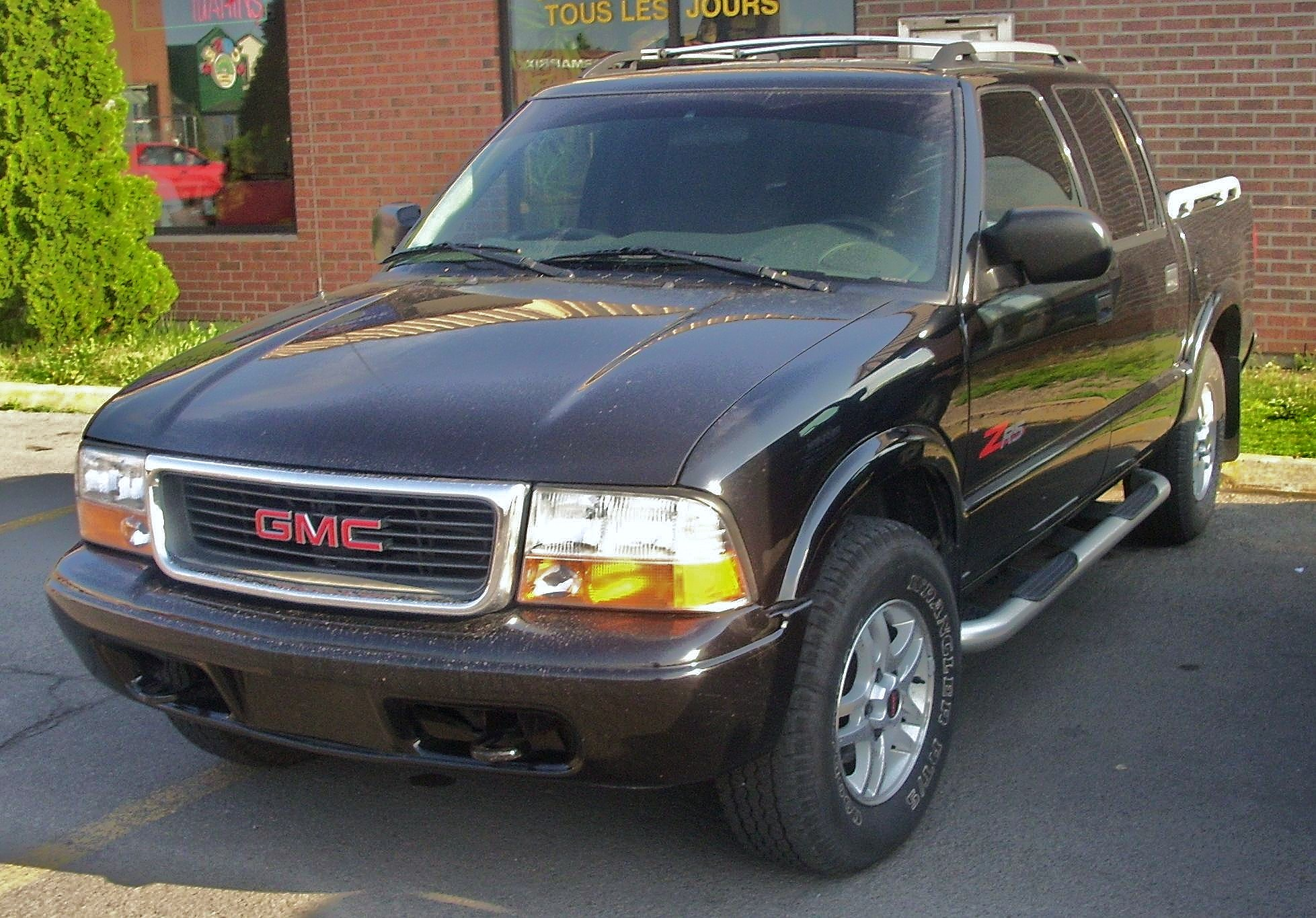
GMC Sonoma ZR1 Cabina Doble (2001-2004) Estados Unidos
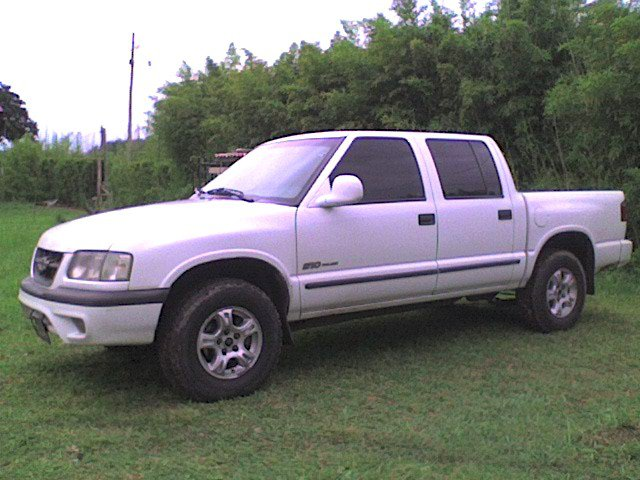
Chevrolet S-10 Cabina Doble (2003-presente) Brasil